# 장국철
장국철(張國哲, 1994년 2월 16일~)은 조선민주주의인민공화국의 축구 선수로 현재 홰불체육단에서 수비수로 활동 중이며 2014년 아시안 게임 은메달리스트이다.

## 구단 경력
2010년 경공업성체육단에서 데뷔한 후 2011년 리명수체육단으로 이적하여 2013년까지 활동하며 2012년 조선민주주의인민공화국 1부 리그 3위, 2011년 백두산체육대회 우승, 2012년 백두산체육대회 준우승, 2012년 포천보체육대회 우승, 2013년 만경대체육대회 우승을 경험했으며 2014년 홰불체육단으로 이적 후 2014년 북한 1부 리그 우승, 2014년 포천보체육대회 준우승, 홰불컵 2회 우승, 오산덕체육대회 3회 연속 우승, 2016년 백두산체육대회 우승, 2017년 포천보체육대회 준우승 등에 일조했다.

## 국가대표팀 경력
2012년 조선민주주의인민공화국 A대표팀 첫 합류 후 같은 해에 열린 2012년 AFC 챌린지컵에서 2골을 터뜨리며 팀의 2연속 AFC 챌린지컵 우승을 맛보았고 2014년 아시안 게임에도 출전하여 은메달을 획득했으며 이후 2015년 AFC 아시안컵, 2015년 EAFF 동아시안컵, 2019년 AFC 아시안컵 등에 출전했다.